# Bruc-sur-Aff
Bruc-sur-Aff (bretonisch: Brug; Gallo: Bruc) ist eine französische Gemeinde mit 856 Einwohnern (Stand: 1. Januar 2022) im Département Ille-et-Vilaine in der Region Bretagne; sie gehört zum Arrondissement Redon und zum Kanton Redon. Die Einwohner werden Bruçois genannt.

## Geographie
Bruc-sur-Aff liegt an der Grenze zum Département Morbihan, 16 Kilometer nördlich von Redon am Fluss Aff, an der nördlichen Gemeindegrenze verläuft sein Zufluss Combs. Umgeben wird Bruc-sur-Aff von den Nachbargemeinden Saint-Séglin im Norden, Pipriac im Osten, Saint-Just im Süden, Sixt-sur-Aff im Südwesten sowie Quelneuc im Westen und Nordwesten.

## Bevölkerungsentwicklung
| Jahr                       | 1962 | 1968 | 1975 | 1982 | 1990 | 1999 | 2011 | 2020 |
| Einwohner                  | 865  | 822  | 805  | 792  | 778  | 775  | 851  | 862  |
| Quellen: Cassini und INSEE |      |      |      |      |      |      |      |      |

## Sehenswürdigkeiten
- Kirche Saint-Michel aus dem 17. Jahrhundert, umgebaut im 18. und 19. Jahrhundert
- Ossarium aus dem 19. Jahrhundert
- Wasser- und Windmühlen
- Wegekreuze

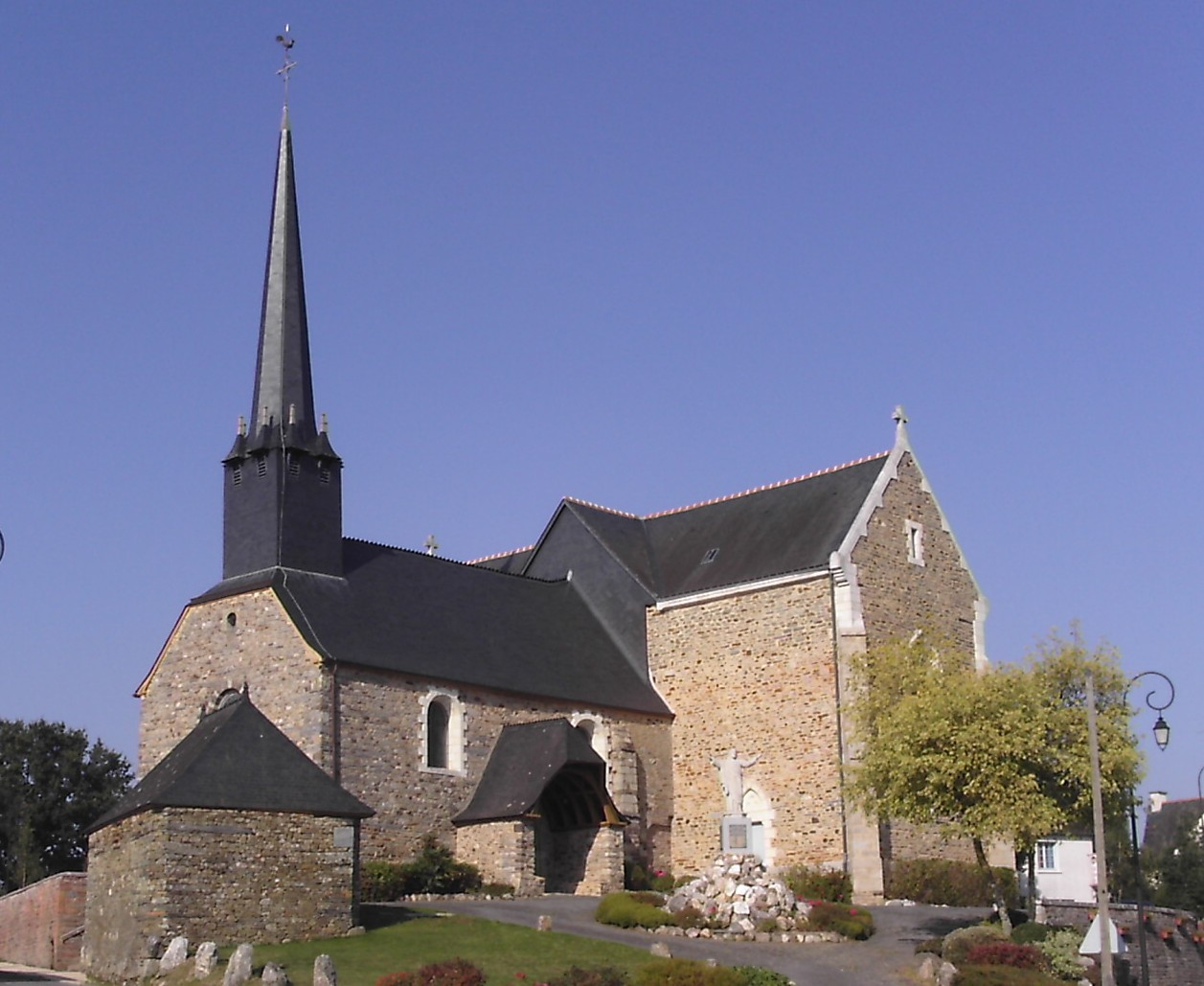
Kirche Saint-Michel
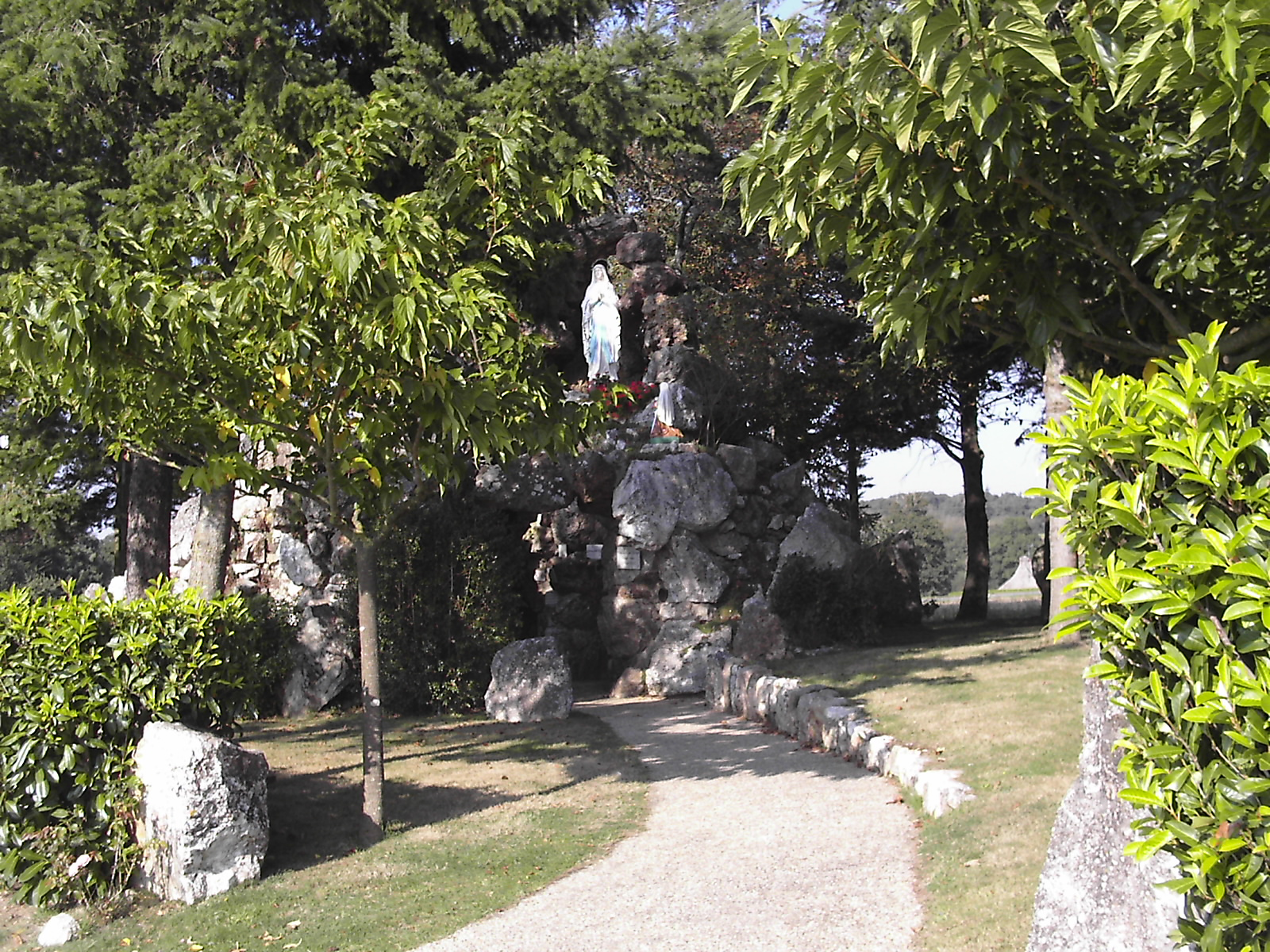
Mariengrotte